# سنهور القبلية
قرية سنهور القبلية هي إحدى القرى التابعة لمركز سنورس في محافظة الفيوم في مصر. حسب إحصاءات سنة 2006، بلغ إجمالي السكان في سنهور القبلية 44,002 نسمة، منهم 23،112 رجل و20,890 امرأة.